# Ungarische Krone

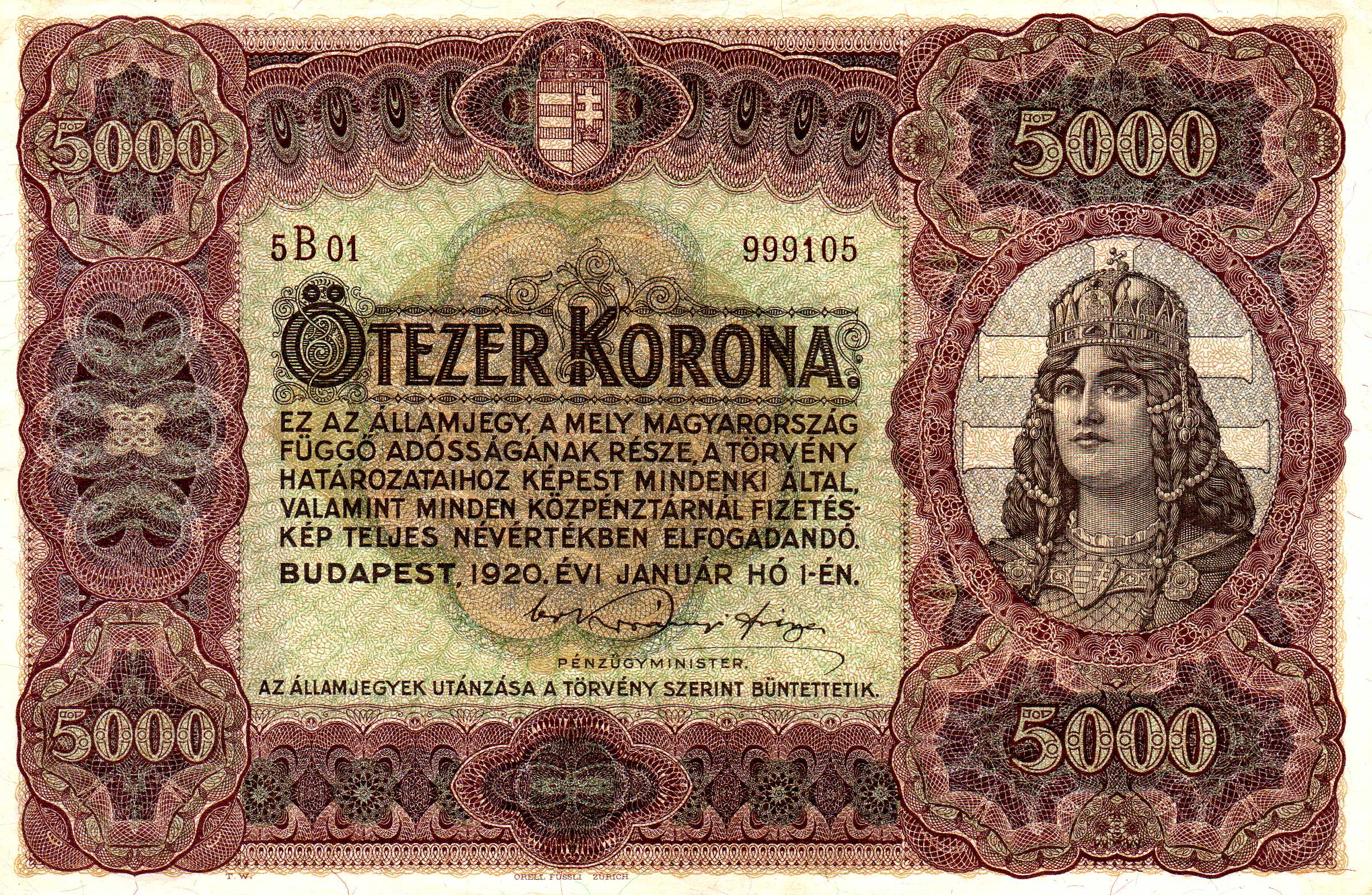
Banknote mit Nominalwert 5000 (herausgegeben am 1. Januar 1920)

Die Ungarische Krone (ungarisch Magyar Korona) war eine ungarische Währungseinheit, welche die Österreichisch-ungarische Krone in den Grenzen des nach dem Ersten Weltkrieg entstandenen Ungarns ersetzte. Nach massiver Abwertung durch eine Inflation in den 1920er Jahren wurde sie am 1. Januar 1927 durch den Pengő ersetzt.

## Geschichte
Der Vertrag von Trianon forderte von den Nachfolgestaaten Österreich-Ungarns, die Banknoten der Österreichisch-ungarischen Krone provisorisch aufzuteilen, zu stempeln und im weiteren Verlauf gegen eigene Währungen einzutauschen. Der Wechselkurs von Österreichisch-ungarischer Krone zur Ungarischen Krone war zunächst 1:1. Da aber Ungarn die Banknoten als letzter stempelte und der Stempel leicht nachgemacht werden konnte, gab es sehr viele Banknoten im eigenen Land. Dies leitete eine Inflation in die Wege, die ihren höchsten Wert im September 1923 bei 1 Million Kronen erreichte. Schließlich wurde die Krone 1927 mit einem Wechselkurs von 12.500:1 durch den Pengő ersetzt.

### Münzen
Nachdem mit Körmöcbánya (heute Kremnica, Slowakei) die einzige Münzprägestätte auf dem Gebiet Ungarns, durch den Vertrag von Trianon, zur neu entstandenen Tschechoslowakei abgetreten worden war, wurden die zur Münzprägung notwendigen Maschinen nach Budapest gebracht und dort bis zur Gründung der Ungarischen Nationalbank an verschiedenen Orten aufgestellt. Es wurden aber nur Münzen mit den Nominalwerten 10 und 20 Fillér geprägt.
| Bild  | Bild   | Nennwert  | Durchmesser | Dicke  | Masse  | Material | Rand      | Motive                                             | Motive                | Erstausgabe |
| Avers | Revers | Nennwert  | Durchmesser | Dicke  | Masse  | Material | Rand      | Avers                                              | Revers                | Erstausgabe |
| ----- | ------ | --------- | ----------- | ------ | ------ | -------- | --------- | -------------------------------------------------- | --------------------- | ----------- |
|       |        | 10 Fillér | 19 mm       | 1,5 mm | 3,0 g  | 100 % Fe | geriffelt | MAGYAR KIRÁLYI VÁLTÓPÉNZ, Stephanskrone, Prägejahr | Nennwert, Münzzeichen | 1915        |
|       |        | 20 Fillér | 21 mm       | 1,6 mm | 3,33 g | 100 % Fe | glatt     | MAGYAR KIRÁLYI VÁLTÓPÉNZ, Stephanskrone, Prägejahr | Nennwert, Münzzeichen | 1916        |

### Banknoten
Die Oesterreichisch-ungarische Bank in Wien hatte als einzige das Recht, die Banknoten für das gesamte Staatsgebiet zu drucken. Nach dem Zerfall der Doppelmonarchie wurden die Banknoten der Österreichisch-ungarischen Krone auch in Budapest weitergedruckt, wurden aber von Österreich als Fälschungen betrachtet.
Die ersten eigenen Banknoten, die herausgegeben wurden, waren Noten mit dem Wert von jeweils 1, 2, 25 und 2000 Kronen. Da Ungarn nach dem Zerfall der Doppelmonarchie zunächst keine eigene Nationalbank hatte, wurden der ungarischen Postsparkasse das Recht gegeben, ebenfalls Banknoten zu 5, 10 und 20 Kronen herzustellen. Schließlich wurde 1922 die Magyar Pénzjegynyomda Rt. (Ungarische Notenbank) gegründet, die nun die Banknotenherstellung übernahm.